# Кулакевич Станіслав Андрійович
Стані́слав Андрі́йович Кулаке́вич (9 березня 1989 — 26 липня 2014) — молодший сержант 51-ї окремої механізованої бригади Збройних сил України, учасник російсько-української війни.

## Короткий життєпис
Народився 1989 року в селі Блажове Рокитнівського району (Рівненська область). Десята дитина в сім'ї. Закінчив Блажівську ЗОШ. В 2007-2008 роках проходив строкову службу в Збройних силах України - у десантних військах; командир відділення. 
У часи війни з 10 квітня 2014-го — доброволець, снайпер, 51-а окрема механізована бригада.
Помер 26 липня 2014 року у шпиталі від наскрізного кульового поранення голови під час бойових дій в Донецькій області. Разом з Станіславом загинув солдат Микола Повх.
Похований в селі Блажове 30 липня 2014 року.

## Нагороди та вшанування
За особисту мужність і героїзм, виявлені у захисті державного суверенітету та територіальної цілісності України, вірність військовій присязі під час російсько-української війни
- нагороджений орденом «За мужність» III ступеня (4.6.2015, посмертно).
- в Блажівській ЗОШ відкрито меморіальну дошку Станіславу Кулакевичу